# Ataenius desertus
Ataenius desertus är en skalbaggsart som beskrevs av Horn 1871. Ataenius desertus ingår i släktet Ataenius och familjen Aphodiidae. Inga underarter finns listade.